# La dama de Chez Maxim's (1923)
La dama de Chez Maxim's (A Lagartixa (título em Portugal) ) é um filme mudo italiano de 1923, do gênero comédia, dirigido por Amleto Palermi e estrelado por Carmen Boni, Alfredo Martinelli e Pina Menichelli. É uma adaptação da peça de 1899 La Dame de chez Maxim, de Georges Feydeau.

## Elenco
- Carmen Boni
- Alfredo Martinelli
- Pina Menichelli
- Ugo Gracci
- Marcel Lévesque
- Arrigo Marchio